# 高屏雷公
高屏雷公（こうへいらいこう）は、台湾の台湾職業棒球大聯盟に所属していたプロ野球チーム。中華職棒の楽天モンキーズの前身の1つ。
高屏の名は、本拠とする高雄と屏東とに由来する。台湾大聯盟に所属した球団で唯一年間王者になることがなかった。

## 歴史
- 1996年12月1日 - 球団設立。
- 2003年1月 - 台北太陽と合併、第一金剛となる。

### チーム名及びスポンサーの変遷
- 1997年－1999年：高屏生活雷公 - スポンサーは益華グループ。「生活」は商品名。
- 2000年－2002年：高屏年代雷公 - スポンサーは年代電視台。

## チーム成績・記録
- リーグ優勝　1回（1998年）
- 年間王者　なし

## 本拠地
- 高雄県立澄清湖棒球場、高雄市立立徳棒球場、屏東県立棒球場

## 歴代監督
- 山根俊英（1997年 - 1999年）
- デーブ・ヒルトン（1999年） ※シーズン最後の12試合のみ
- 徐生明（2000年 - 2002年）

## 日本のプロ野球に在籍したことのある選手、コーチ
コーチ
- 山根俊英
- 土居章助
- デイヴ・ヒルトン (希爾頓)
- マーク・ブダスカ（馬達佳）
- 呂明賜

選手
- 呂明賜
- ルイス・デロスサントス (路易士)
- ロバート・ウィッシュネフスキー (勞勃)
- フェルナンド・デラクルーズ（特拉酷）
- 林英傑
- 宮下大輔（NPB経験なし）

この他、日本では読売ジャイアンツに所属していた大畑裕勝が入団テストを受験しているが不合格になっている。

## その他在籍していた選手・コーチ
選手
- 曹錦輝
- 洪一中
- 黄龍義
- 許文雄
- マーク・アイクホーン（馬艾康）
- アラン・コックレル（亜倫）
- スティーブ・ウィルソン（文雄）
- オズワルド・フェルナンデス（費南德茲）
- ジョーイ・ドーリー（達利、入団テスト受験）